# Fargau-Pratjau
Fargau-Pratjau er en by og en kommune i det nordlige Tyskland, beliggende i Amt Selent/Schlesen i den nordlige del af Kreis Plön. Kreis Plön ligger i den østlige/centrale del af delstaten Slesvig-Holsten.

## Geografi
Fargau-Pratjau er beliggende ved Selenter See. I kommunen ligger landsbyerne Ernsthausen, Fargau, Friedrichsfelde, Hütten, Münstertal, Legbank, Louisenthal, Salzau, Neu-Sophienhof, Pratjau og Sophienhof.
I kommunen findes den tidligere herregård Salzau, der nu er delstatskulturcenter er kendt fra Schleswig-Holstein Musik Festival og jazzfestivalen JazzBaltica.